# Torricella Peligna
Torricella Peligna är en ort och kommun i provinsen Chieti i regionen Abruzzo i Italien. Kommunen hade 1 282 invånare (2018).